# Chichonal 3ra. Sección
Chichonal 3ra. Sección är en ort i Mexiko.   Den ligger i kommunen Jalapa och delstaten Tabasco, i den sydöstra delen av landet, 700 km öster om huvudstaden Mexico City. Chichonal 3ra. Sección ligger 31 meter över havet och antalet invånare är 565.
Terrängen runt Chichonal 3ra. Sección är platt. Runt Chichonal 3ra. Sección är det ganska tätbefolkat, med 54 invånare per kvadratkilometer. Närmaste större samhälle är Macuspana, 8,5 km öster om Chichonal 3ra. Sección. Trakten runt Chichonal 3ra. Sección består till största delen av jordbruksmark.